# Tat'jana Bulanova
Tat'jana Ivanovna Bulanova (in russo Татья́на Ива́новна Була́нова?; Leningrado, 6 marzo 1969) è una cantante russa.

## Vita privata
Dal 1992 al 2005, Bulanova è stata sposata con il musicista Nikolai Tagrin. Nel 1993, La coppia ha avuto un figlio, Alexander. Dopo il divorzio, Tagrin ha continuato a essere produttore di Bulanova.
Dal 2005 al 2016, Bulanova è stata sposata con il calciatore Vladislav Radimov. Nel 2007 hanno avuto un figlio, Nikita.

## Discografia

### Album in studio
- 1990 – 25 gvozdik
- 1991 – Ne plač'
- 1992 – Staršaja sestra
- 1993 – Strannaja vstreča
- 1994 – Izmena
- 1995 – Obratnyj bilet
- 1996 – Moë russkoe serdce
- 1997 – Sterpitsja – sljubitsja
- 1998 – Ženskoe serdce
- 1999 – Staja
- 2000 – Moj son
- 2001 – Den' roždenija
- 2001 – Zoloto ljubvi
- 2002 – Krasnoe na belom
- 2002 – Ėto igra
- 2003 – Ljubov'
- 2004 – Belaja čerëmucha
- 2005 – Letela duša
- 2007 – Ljublju i skučaju
- 2010 – Romansy
- 2017 – Ėto ja
- 2020 – Edinstvennyj dom

### Raccolte
- 1993 – Ballady
- 1995 – Ja svedu tebja s uma
- 1995 – Skoro bol' projdët
- 1998 – The Best
- 2001 – Letnij son
- 2002 – Kollekcija
- 2002 – Antialbom
- 2018 – Lučšaja

### Album video
- 1997 – Sterpitsja – sljubitsja

## Onorificenze
- 2002 – Artista onorato della Federazione Russa[9]